# بیلنه (یاردیملی)
بیلنه (به لاتین: Bilnə) یک منطقه مسکونی در جمهوری آذربایجان است که در شهرستان یاردیملی واقع شده‌است. بیلنه ۳۸۶ نفر جمعیت دارد.

## ریشه واژه
بیل در زبان تالشی به‌معنی باتلاق و مرداب است.